# مونتشياوكس ليه فريفينت
مونتشياوكس ليه فريفينت (بالفرنسية: Moncheaux-lès-Frévent)‏ هي بلدية تقع في إقليم باد كاليه من منطقة نور با دو كاليه في شمال فرنسا. تبلغ مساحة هذه المدينة 3.92 (كم²)، وترتفع عن سطح البحر 137 م، يبلغ عدد سكانها 133 نسمة حسب إحصاء المعهد الوطني للإحصاء والدراسات الاقتصادية سنة 2009 م. وترأس Geneviève Grardel البلدية خلال فترة (2008-2014).